# Altenpolitik (Deutschland)
Die Altenpolitik in Deutschland, auch Seniorenpolitik genannt, ist der Politikbereich, dessen Schwerpunkt auf Rolle und Bedeutung älterer Menschen in der Gesellschaft liegt. Sie ist neben der Sozialpolitik Bestandteil der Altenhilfe. Der demographische Wandel mit einem steigenden Anteil Älterer an der Bevölkerung macht für die politischen Parteien eine intensivere Altenpolitik dringender. Ihre praktische und finanzielle Umsetzung liegt bei den Bundesländern und den Kommunen.

## Altenpolitik und soziale Verantwortung
Jede Gesellschaft, die ihre Politik auf das Wohlergehen ihrer Mitmenschen ausrichtet, trägt eine soziale Verantwortung. Die Familie, zu der auch die Alten zählen, steht unter dem ausdrücklichen Schutz des Staates. Von diesem Grundrecht abgeleitet bedeutet das, dass der Staat auch für die älteren Menschen, die zum Aufbau und Erhalt der Gesellschaft einen wesentlichen Beitrag leisten, in der Ausübung seiner Fürsorgepflicht eine soziale Verantwortung trägt.

## Entwicklung der Altenpolitik in Deutschland

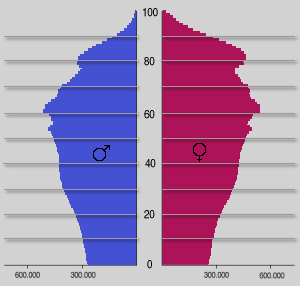
Prognostizierte Altersverteilung für Deutschland im Jahr 2050

Bis weit in das 20. Jahrhundert dominierten die christlichen Kirchen die Einrichtungen der Altenhilfe. Eine eigenständige und richtungsweisende, von der Politik vorgegebene, Altenpolitik entwickelte sich wesentlich später. Mit der Unterstützung wohlhabender Bürger und Industrieller entstanden parallel zu den karitativen Häusern auch bürgerliche Hospize und Altenheime. Gleichzeitig übernahmen Genossenschaften und Gesellenvereine die Alten- und Armenpflege und rundeten somit die gesellschaftliche Verantwortung für die Alten ab.
Erst nach dem Ende des Deutschen Kaiserreichs und dem Beginn der Weimarer Republik übernahm der Staat mehr Verantwortung in der Sozialpolitik, die auch die Altersversorgung beinhaltete. So war es die „Reichsverordnung über die Fürsorgepflicht“, die sich um verarmte Kleinrentner kümmerte und für das Wohlergehen der älteren Mitbürger eintrat und Sorge trug. Im Dritten Reich musste der „alte und kranke Volksgenosse zurückstehen, gegenüber jenen anderen, die erbbiologisch wichtiger und daher für die Zukunft des Volkes wertvoller waren“
Die ehemalige Bundesministerin für Jugend, Familie, Frauen und Gesundheit Ursula Lehr war die Initiatorin einer Politik für ältere Menschen. Sie hatte frühzeitig erkannt, dass sich die Altersschere zu Ungunsten der Jüngeren weiter geöffnet hatte und sich die Kluft zwischen den Generationen maßgeblich verändern wird.

## Altenpolitik in der Bundesrepublik Deutschland nach 1945
Nach dem Zweiten Weltkrieg und der Entstehung der Bundesrepublik Deutschland änderte sich die Fürsorge für die älteren Menschen. Eine zahlenmäßige Zunahme von Sozialgesetzen und Verordnungen führte zu einer Verstärkung der Anforderungen an die Altenpolitik. Zunächst war die Bundesrepublik Deutschland in eine sogenannte „Verteilungspolitik“ eingebunden. Das heißt, die Menschen brauchten Verpflegung, Bekleidung, Wohnraum und Arbeit, hier galt es zu verteilen und zu verwalten, da war noch kein Platz für eine ausgewogene Altenpolitik.

## Senioren-Ministerium
Siehe Hauptartikel: Bundesministerium für Familie, Senioren, Frauen und Jugend
Ein Ministerium für familiäre Entwicklung wurde erst 1953 mit dem Bundesministerium für Familienfragen errichtet, welches 1957 zum Bundesministerium für Familien- und Jugendfragen umgestaltet wurde und 1963 zum Bundesministerium für Familie und Jugend umgegliedert wurde. Den jeweiligen politischen und parteilichen Situationen angepasst wurde das Ministerium mehrmals umbenannt und mit weiteren Aufgaben betraut. Nach einer umfangreichen Zusammenfassung verschiedener Bereiche erhielt das Ministerium schließlich im Jahr 1994 die Benennung zum Bundesministerium für Familie, Senioren, Frauen und Jugend. Somit stellte die Regierung die Alten auf den gleichen Stellenwert wie die Familie, Frauen und Jugend und erhebt gleichzeitig den Anspruch auf eine eigenständige und wirksame Altenpolitik. Bezüglich der ministeriellen Seniorenpolitik fördert und entwickelt das Ministerium Projekte und Programme, reicht Gesetzesentwürfe ein und betreibt eine europäische Zusammenarbeit in der Seniorenpolitik.

## Bundesaltenplan

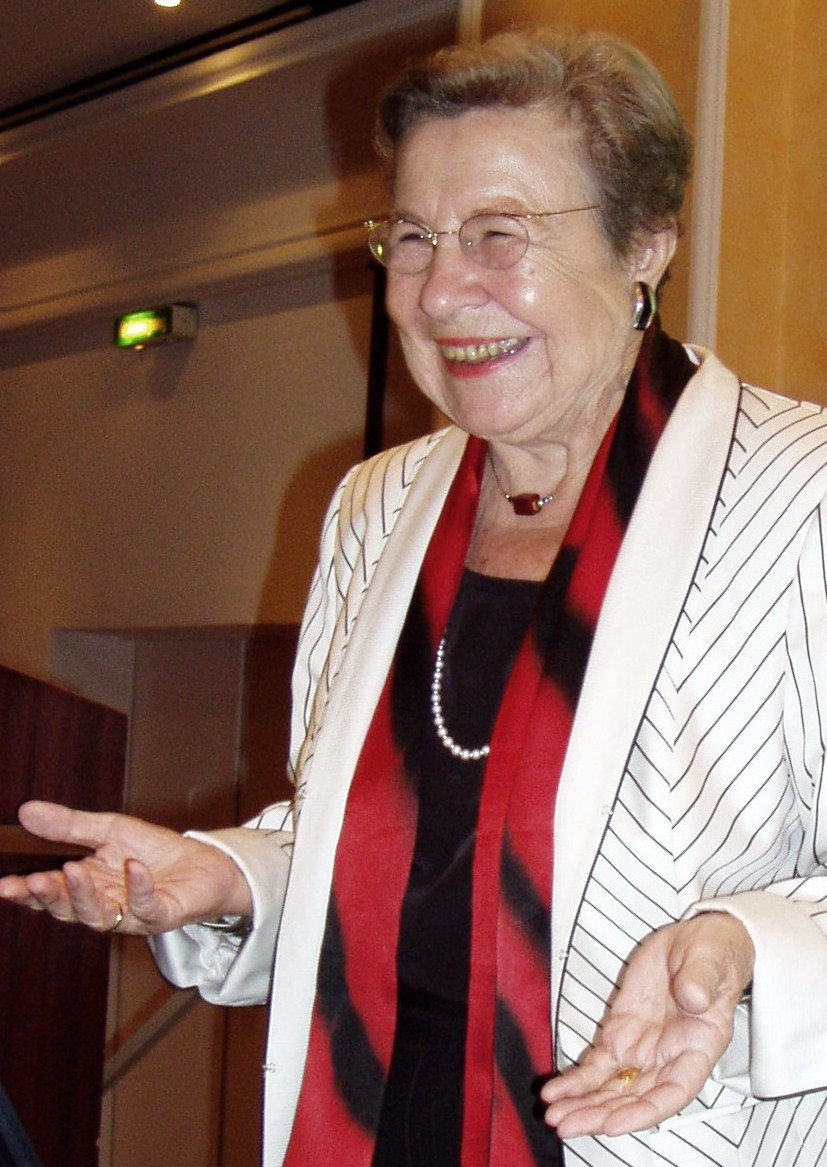
Ursula Lehr
(am 18. Juli 2008 in Bad Kissingen)

1992 legte das Seniorenministerium zum ersten Mal – weitere folgten – einen Bundesaltenplan vor; er stellt einen zentralen Förderungsplan dar und zeigt Perspektiven auf. Der Bundesaltenplan, der auf einer internationalen Aktion für Altersfragen fußt, ist Planungsgrundlage auch für die Bundesländer und Gemeinden, welche die fiskalischen Grundlagen schaffen und die praktische Altenhilfe finanzieren müssen.

## Altenbericht
Siehe Hauptartikel: Altenbericht
Die von der Bundesregierung vorgelegten Altenberichte stellen die „Lage der älteren Generation in der Bundesrepublik“ dar; seit 1993 wurden sieben Berichte veröffentlicht. Den Impuls zu einem Altenbericht gab die Gerontologin und Bundesministerin für Jugend, Familie, Frauen und Gesundheit Ursula Lehr im Jahr 1989. Sie stieß damit ein neues Denken und Handeln in der Altenpolitik an und sorgte für die Hinweise auf den bevorstehenden demographischen Wandel. Der Altenbericht wird von einer Expertenkommission erstellt, die durch den zuständigen Minister einberufen wird.

## Senioren und Parteien

Arbeitsgemeinschaft SPD 60 plus
Senioren-Union CDU
Senioren-Union der CSU

Davon ausgehend, dass in naher Zukunft ein Drittel der Wahlberechtigten, das entspricht ungefähr 4,2 Millionen potenziellen Wählern, in Deutschland über sechzig Jahre alt sein werden, gründeten politische Parteien „Altengruppen“, mit denen eine größere Mitverantwortung der Senioren gefördert werden sollte. Sie bedienten aber die Seniorengruppen zunächst nur mit Kaffee und Kuchen und boten Ausflugsfahrten an. Mit den höheren Anforderungen an die parteiorientierte Altenpolitik kam die Forderung auf, „Politik mit Älteren statt für Ältere“ (SPD) zu gestalten. Um die parteipolitischen Forderungen in die Bevölkerung zu transformieren, hatten einige Parteien unabhängige Seniorenbüros errichtet. Aus dieser Idee entwickelten sich später die Sozialstationen, in denen die älteren Menschen Rat zur Altersversorgung einholen können. Heute sind die Träger dieser Stationen die Kommunen, Senioreninitiativen oder Wohlfahrtsverbände.

Liberale Senioren[5]
Grüne Alte

## Seniorenvertretung, Seniorenräte und Seniorenorganisationen
Für Städte und Gemeinden gibt es keine gesetzliche Grundlage, Seniorenräte oder Seniorenvertretungen einzurichten. Das bedeutet auch, dass die von Parteien geforderten Maßnahmen zur Altenpolitik nicht in den Stadtparlamenten Einzug finden können. Die Angelegenheiten für ältere Bürger werden – Ausnahmen ausgenommen – in der Stadtverwaltung oder einer Sozialholding wahrgenommen. In Städten und Gemeinden, in denen Seniorenvertretungen zugelassen werden, gibt es unterschiedliche Organisationsformen, Zusammensetzungen und Mitbestimmungsmöglichkeiten. In der Regel haben die Senioren eine beratende Funktion, es können aber auch aus den Seniorengremien, Personen als „sachkundige Bürger“ in einen Stadtrat berufen werden, somit erlangen sie die Stellung eines ehrenamtlichen Stadtrats. Damit Senioren ihren politischen Forderungen mehr Nachdruck verleihen können, haben sie sich in einigen Bundesländern, aus den einzelnen städtischen Seniorenvertretungen zu Landesseniorenvertretung zusammengeschlossen.
Rund 120 Verbände und Vereine, die von älteren Menschen getragen werden oder die sich für die Belange der Älteren engagieren, sind in der Bundesarbeitsgemeinschaft der Seniorenorganisationen (BAGSO) zusammengeschlossen, einem überparteilichen und überkonfessionellen Dachverband, der die Interessen der älteren Generationen gegenüber Gesellschaft, Politik und Wirtschaft vertritt.

## Altenpolitik heute
Zum erweiterten Spektrum der Altenpolitik zählt heute ebenfalls die Altenhilfe, die sich wiederum in folgende Bereiche aufteilt: Offene Altenhilfe, Ambulante Altenhilfe, Teilstationäre Altenhilfe und Altenhilfe nach § 71 SGB XII (bis Ende 2004: nach dem Bundessozialhilfegesetz, BSHG).
Ständig warnen Sachverständige und Verbände vor den Folgen der Überalterung, die Altenpolitik erlangte aber lange nicht das Bewusstsein der „Verantwortungsträger“ und hing bzw. hängt den Anforderungen an eine moderne Altenpolitik hinterher. Der Posten „Alter“ wird zu einer wichtigen Komponente, nicht nur für Deutschland, sondern auch für Europa. „Alter schafft Arbeit“ und wird in der Zukunft eine Quelle neuer Arbeitsplätze und von intensiver Altenpolitik sein. (Siehe auch: Aktives Altern.)
Der Koalitionsvertrag für die 20. Legislaturperiode sieht vor, „seniorengerechte Ansätze auf allen staatlichen Ebenen und im digitalen Raum“ zu fördern, vor allem in Bezug auf „Partizipation, Engagement, soziale Sicherung, Alltagshilfen, Wohnen, Mobilität, Gesundheitsvorsorge, Bildungs- und Begegnungsangebote und die Überwindung von Einsamkeit“. Er betont zudem die Rolle der gemeinnützigen Wohlfahrtsverbände.